# Jenny Lake

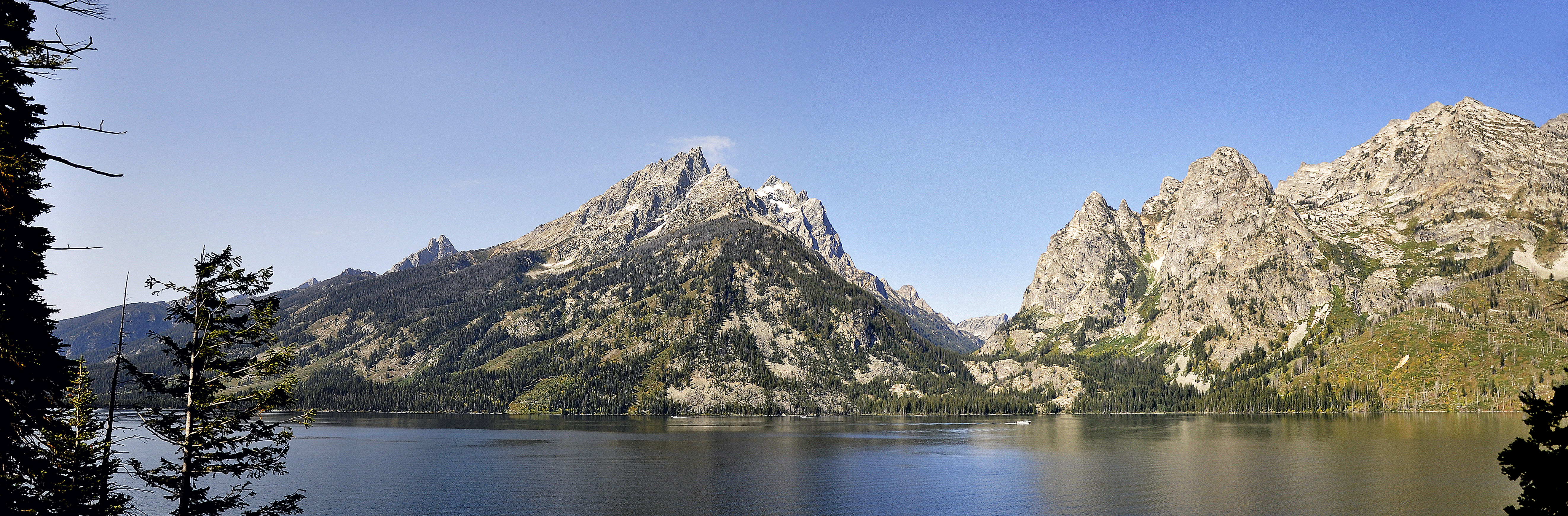
Jenny Lake met links de Cathedral Group

Jenny Lake is een meer in het Grand Teton National Park in de Amerikaanse staat Wyoming, aan de voet van de Cathedral Group van het Tetongebergte. Het meer werd genoemd naar de Shoshone-vrouw van de trapper Richard Beaver Dick Leigh. Hij was in dienst van een expeditie die de streek in 1872 verkende en op de kaart zette. Jenny en haar zes kinderen overleden aan de pokken in 1876.
Jenny Lake werd ongeveer 12 000 jaar geleden gevormd door gletjers tijdens het laatste Glaciale Maximum die puin voor zich uit duwden en zo de Cascade Canyon vormden. De morene hield het water vast en zo ontstond het meer. Allerhande toeristische activiteiten worden rond Jenny Lake aangeboden. Via het meer is het Tetongebergte snel te bereiken.
Jenny Lake en Jackson Lake zijn de enige meren in dit nationaal park waar motorboten zijn toegelaten. Recente studies hebben uitgewezen dat beide waters niet aangetast zijn door vervuiling.